# Eilenburg

Eilenburg este un oraș din landul Saxonia, Germania, situat la ca. 20 de km nord-est de orașul Leipzig.

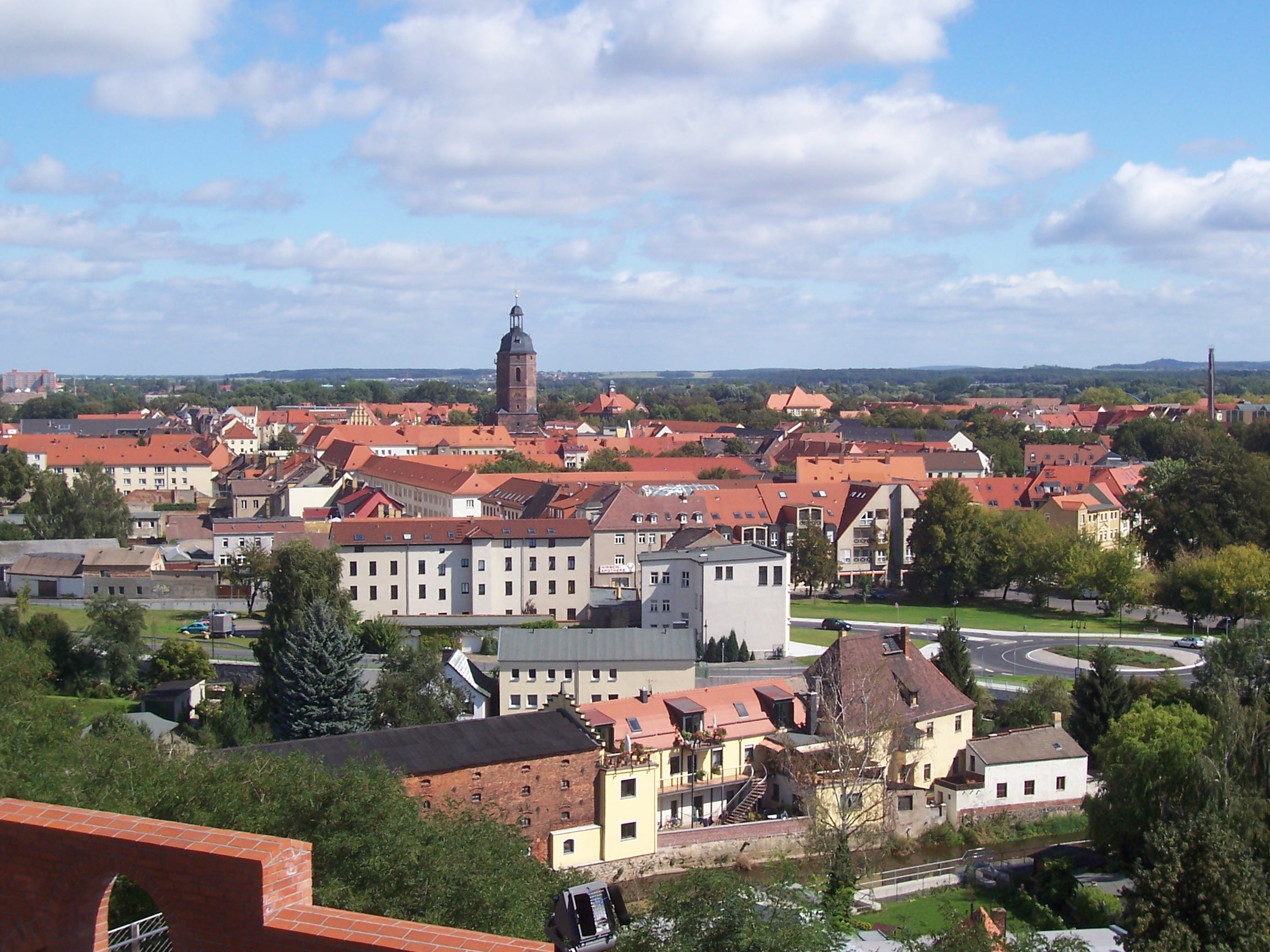
Centrul oraşului văzut de pe dealul cetăţii

## Personalități născute aici
- Franz Abt (1819 - 1885), compozitor, șef de orchestră⁠(d);
- Wilfried Gröbner (n. 1949), fotbalist;
- Harald Heinke (n. 1955), judoka;
- Ute Kostrzewa (n. 1961), voleibalistă.

1. ↑  Alle politisch selbständigen Gemeinden mit ausgewählten Merkmalen am 31.12.2018 (4. Quartal) (în germană), Statistisches Bundesamt[*], arhivat din original la 10 martie 2019, accesat în 10 martie 2019